# Паласио Асьенда
Паласио Хасьенда (исп. Palacio de Hacienda) — правительственное здание, штаб-квартира нескольких министерств Аргентины. Находится в районе Монсеррат, в Буэнос-Айресе. Расположено недалеко от Каса Росада, на улице Иполито Иригойена между улицей Балькарсе и проспектом Авенида Пасео Колон, по диагонали к Площади Мая. 

## История

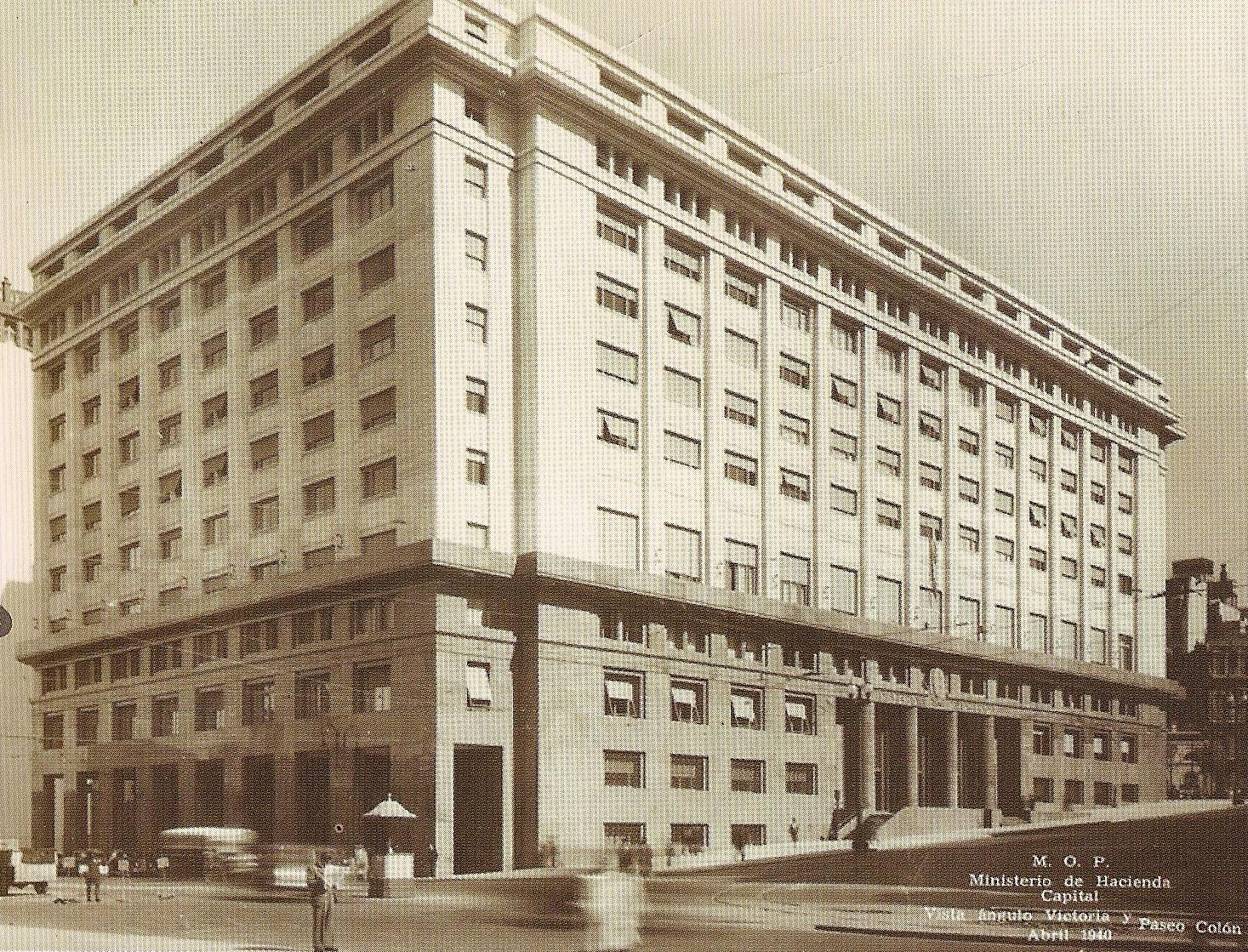
Здание в 1940 году.

К середине 1930-х годов было принято решение о строительстве здания для размещения Министерства финансов. Для этого был зарезервирован участок с видом на Каса Росада который был занят старым зданием Министерства финансов с 1858 года. Строительство было поручено британскому архитектору Эдварду Тейлору.
С 12 января 1937 года, начав работать по указу министерства он разработал проект и получил бюджет на строительство первой очереди Министерства экономики, от Министерства общественных работ. Старое здание Министерства экономики было снесено в мае и начались работы, по строительству нового здания министерства.

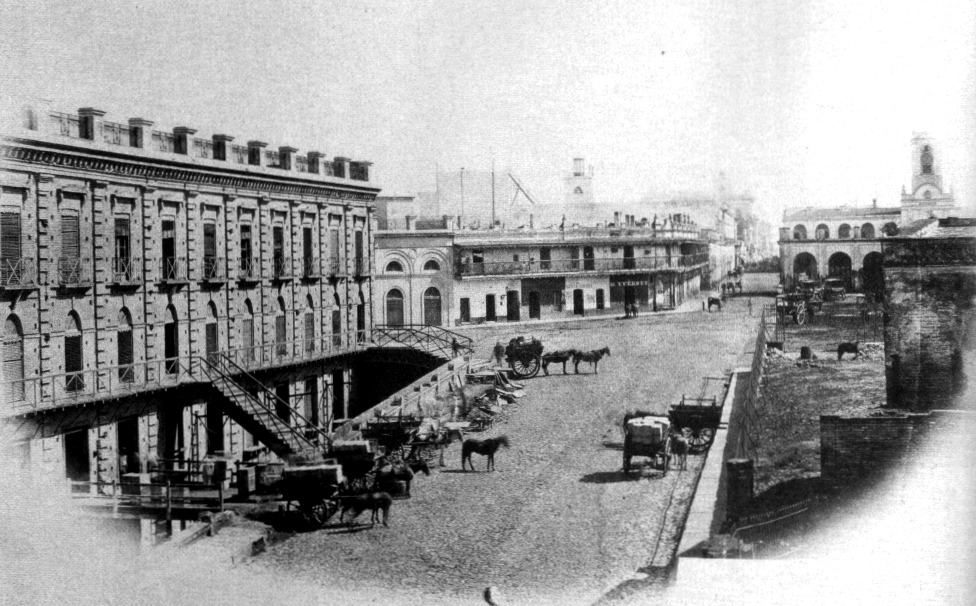
Старое здание Министерства финансов в 1867 году.

Конкурс был выигран строительной компанией Фернандо Ваннелли, и она начала строительство. К 1939 году новое здание дворца финансов начали занимать различные учреждения. Торжественное открытие здания состоялось 27 декабря того же года, в котором приняли участие министр финансов Педро Гроппо и президент Роберто М. Ортис.
В первом здании разместились Tesorería General de la Nación, la Contaduría General, la Dirección de Administración, las dependencias directas del Ministerio de Hacienda, la Administración de Contribución Territorial, la Administración de Impuestos Internos и la Dirección General de Estadísticas y la Procuración del Tesoro. Много лет спустя, в здании появился офис государственной энергетической компании SEGBA.

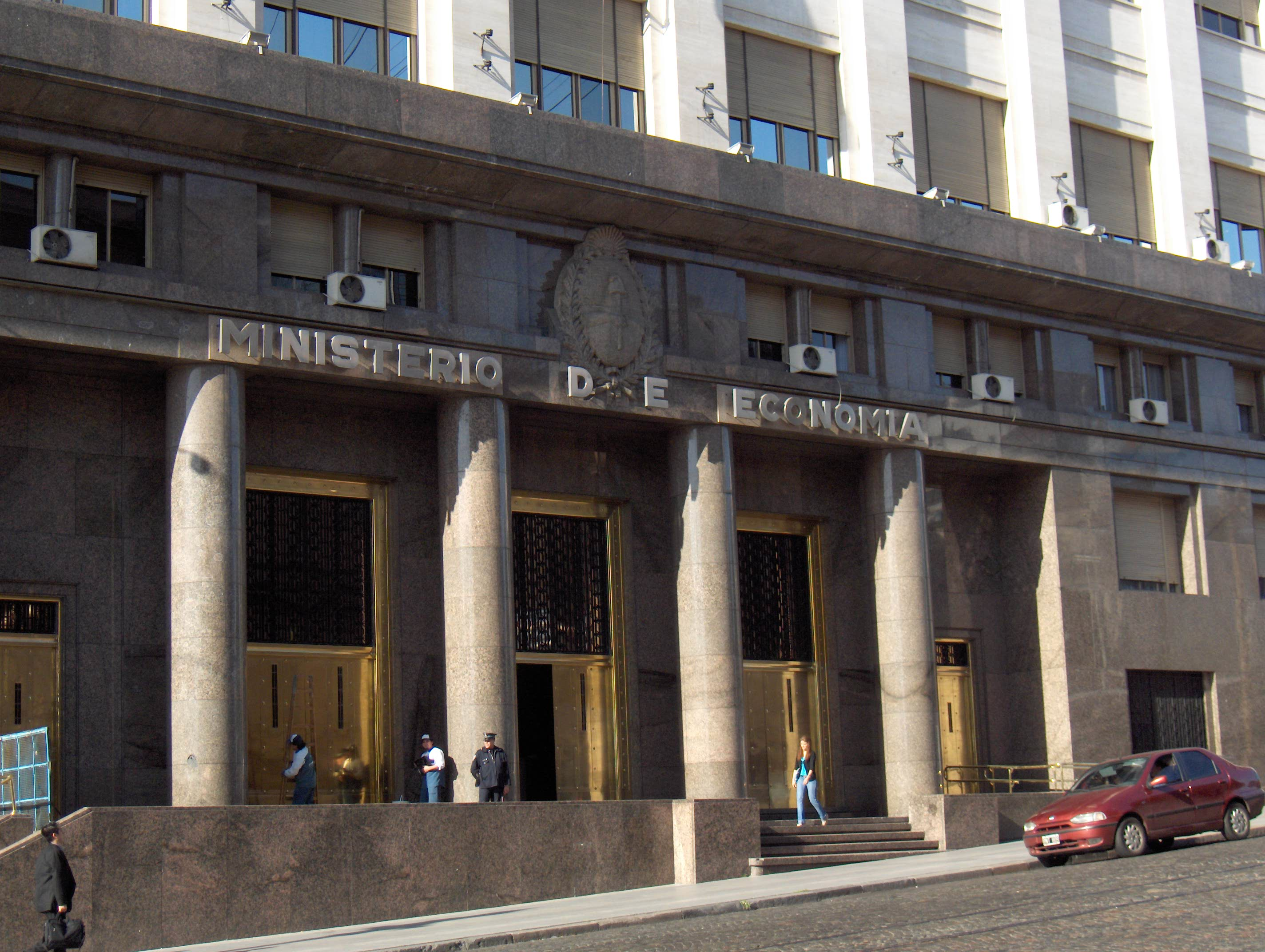
Вход в здание Министерства финансов.

После покупки двух смежных зданий, одно на Авенида Пасео Колон, а другое — на улице Балькарсе, работы по строительству второй очереди здания начались в 1949 году и были завершены в 1950 году. Проект был разработан Главным управлением архитектуры и под руководством архитектора Фернандо Ванелли.
Во время бомбардировки Площади Мая 16 июня 1955 с целью свержения президента Хуана Доминго Перона, несколько бомб упали на здание и повредили Министерство экономики. Сколы и отверстия, оставленные осколками остались в облицовке гранита до 1990-х годов, после восстановления облицовки оставили несколько следов. Памятная табличка сегодня напоминает об этом событии.
В течение 1990-х годов филиалами здания Паласио де Хасьенда одно за другим, стали все другие здания, которые находятся в квартале между улицами Иполито Иригойена, Балькарсе и Адольфо Алзина и Авенида Пасео Колон. Среди них, здание бывшего Железнодорожного вокзала и здание построенное для немецкого банка, и многие его ошибочно путают с Паласио Хасьенда, из-за его великолепной архитектуры.

## Описание

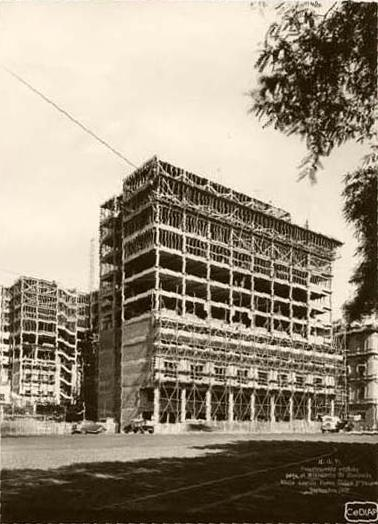
Здание в 1937 году.

Разработку проекта здания в 1936 году доверили сотруднику Главного управления архитекторы Антонио Пибернату, который также был автором отеля Альвеар. Здание состоит из 16 этажей (2 подвальных помещения, цокольного этажа и 13 верхних этажей), расположено на том месте, к которому до середины девятнадцатого века вела свои воды река Рио-де-ла-Плата, а затем река отходила от берега всё дальше и появился район Пуэрто Мадеро.
Главный вход Министерства экономики имеет парадную лестницу, по улице Иригойена, пройдя который попадаешь в главный зал. Вход на улице Balcarce обеспечивает доступ в территориальное казначейство и пенсионный фонд и вход на Авенида Пасео-Колон обеспечивает вход в Tesorería General de la Nación. На последней стороне здания, гараж и большой внутренний двор.
Главный зал на улице Иригойена был украшен двумя бронзовыми статуями Педро Цонца Бриано, олицетворяющие плодородные земли и плоды земли; и две картины: «Национальная экономика» Сезара Берналдо Де Квироса и «Рыбалка» Грегорио Лопес Нагуилы. Вход на улице Балькарсе украшен фотографиями Хорхе Сото Асебала. В кабинете министра находится картина «Национальное богатство» Франциско Видаля. Еще 11 картин были развешаны по всему зданию в 1940 году, сделанные разными авторами и мотив всех картин — разнообразие видов экономической деятельности Аргентины и её богатства. Это сделано по задумке Антонио Пиберната.
Фасад был украшен розовым гранитом, а также покрыт травертином. Лампы и окна на лестнице были сделаны в стиле ар-деко, и до сих пор сохранились. На начальном этапе площадь здания составляла 38 000 м², 15 000 м² были для офисов и 22500 м² для лестниц, лифтов, коридоров, вестибюлей. Отделкой здания занималась компания «Hugo Rottin», кондиционеры поставила фирма «Arnott & Co. Ltd», сантехнику «Hasenclever y Cia», Паркеты были выпущены компаниями «Tassara», «Vaccarezza y Cia», И несколько работ были выполнены фирмой «Siemens».
В 1939 году были планы провести туннель, непосредственно к строящейся станции метро «Площадь Мая» линии А, и туннель до сих пор используется с ограниченным доступом для сотрудников. Кроме того, есть ещё один подземный ход для всех желающих под улицей Ипполито Иригойена.